# Alpaida tullgreni
Alpaida tullgreni là một loài nhện trong họ Araneidae.
Loài này thuộc chi Alpaida. Alpaida tullgreni được Lodovico di Caporiacco miêu tả năm 1955.